# Чалис (Ајдахо)
Шалис (енгл. Challis) град је у америчкој савезној држави Ајдахо.

## Демографија
По попису из 2010. године број становника је 1.081, што је 172 (18,9%) становника више него 2000. године.
| Група             | 2000.       | 2010.       |
| Белци             | 863 (94,9%) | 976 (90,3%) |
| Афроамериканци    | 0 (0,0%)    | 1 (0,1%)    |
| Азијати           | 0 (0,0%)    | 3 (0,3%)    |
| Хиспаноамериканци | 35 (3,9%)   | 78 (7,2%)   |
| Укупно            | 909         | 1.081       |